# Humedal Chucuita
El humedal Chucuita está ubicado al sur del Cerro de la Chucuita, el cual se halla ubicado dentro de los predios de la antigua hacienda Ogamora junto al río Soacha, entre los barrios Ciudad Verde y Hogares Soacha. Su cercanía con ambas urbanizaciones y con el futuro cruce de las Avenidas Luis Carlos Galán, Ciudad de Cali y San Marón demandan su protección tanto ecológica como arqueológica.

## Sitios cercanos
- Cerro de La Chucuita  0.8 km
- Ciudad Verde  1.1 km
- Humedal San Isidro de Puyana  2 km
- Parque Campestre  2.2 km
- Humedal Neuta Soacha  2.5 km
- Humedal Tierra Blanca  3 km
- Humedal el Cajón  3.2 km
- Compartir  3.6 km
- Quintas de Santa Ana  3.8 km